# Cmentarz parafialny w Grajewie
Cmentarz parafialny w Grajewie – główny cmentarz miejski w Grajewie.
Cmentarz został założony w 1810 roku. W 1874 poszerzono jego powierzchnię dwukrotnie. W 1931 cmentarz miał powierzchnię 2,67 ha. W 1948 powierzchnię ponownie powiększono - do 3,79 ha. W 1988 cmentarz wpisano do rejestru zabytków.
Najstarsze nagrobki pochodzą z XIX wieku. Najsłynniejszym i najbardziej reprezentacyjnym punktem cmentarza jest kaplica grobowa Wilczewskich z 1839 roku, stojąca na wzniesieniu cmentarza. Wybudowana została w stylu klasycystycznym na planie prostokąta przez właściciela ziemskiego Kajetana Wilczewskiego dla żony Anny. Z czasem przekształcono ją w rodzinną kaplicę Wilczewskich.
Na cmentarzu znajdują się także zbiorowe mogiły ofiar hitlerowców i żołnierzy polskich i radzieckich z czasu II wojny światowej oraz żołnierzy niemieckich z czasu I wojny światowej, w których pochowanych jest:
- 12 nieznanych żołnierzy polskich[2]
- 72 żołnierzy radzieckich[3]
- 59 żołnierzy niemieckich[4]